# Verwaltungsgemeinschaft Bergen
Die Verwaltungsgemeinschaft Bergen liegt im oberbayerischen Landkreis Traunstein und wird aus folgenden Gemeinden gebildet:
1. Bergen, 4563 Einwohner, 36,90 km²
2. Vachendorf, 1800 Einwohner, 9,96 km²

Sitz der Verwaltungsgemeinschaft ist Bergen.